# Santa Rosa (departamento da Guatemala)
Santa Rosa é um dos 22 departamentos da Guatemala, país da América Central, sua capital é a cidade de Cuilapa.

## Municípios
1. Barberena
2. Casillas
3. Chiquimulilla
4. Cuilapa
5. Guazacapán
6. Nueva Santa Rosa
7. Oratorio, Guatemala
8. Pueblo Nuevo Viñas
9. San Juan Tecuaco
10. San Rafael Las Flores
11. Santa Cruz Naranjo
12. Santa María Ixhuatán
13. Santa Rosa de Lima
14. Taxisco